# وسام ثورة أكتوبر
وسام ثورة أكتوبر ( (بالروسية: Орден Октябрьской Революции)‏ ) في 31 أكتوبر 1967 ، في الوقت المناسب للذكرى الخمسين لثورة أكتوبر . تم منحه للأفراد أو الجماعات لخدمات تعزيز الشيوعية أو الدولة ، أو لتعزيز دفاعات الاتحاد السوفياتي ، العسكرية والمدنية. إنها ثاني أعلى رتبة سوفييتية بعد وسام لينين .
تألفت شارة وسام ثورة أكتوبر من نجمة حمراء مع أشعة ذهبية بين الذراعين ؛ في المنتصف كان البنتاغون يحمل صورة الطراد <i id="mwGA">أورورا</i> المشاركة في ثورة أكتوبر. وفوق ذلك كان هناك علم أحمر مكتوب بالروسية «ثورة أكتوبر». تم وضع شعار المطرقة والمنجل في الأسفل. تم ارتداء الشارة على الصدر الأيسر مع شريط أحمر عليه خمسة خطوط زرقاء في المنتصف.

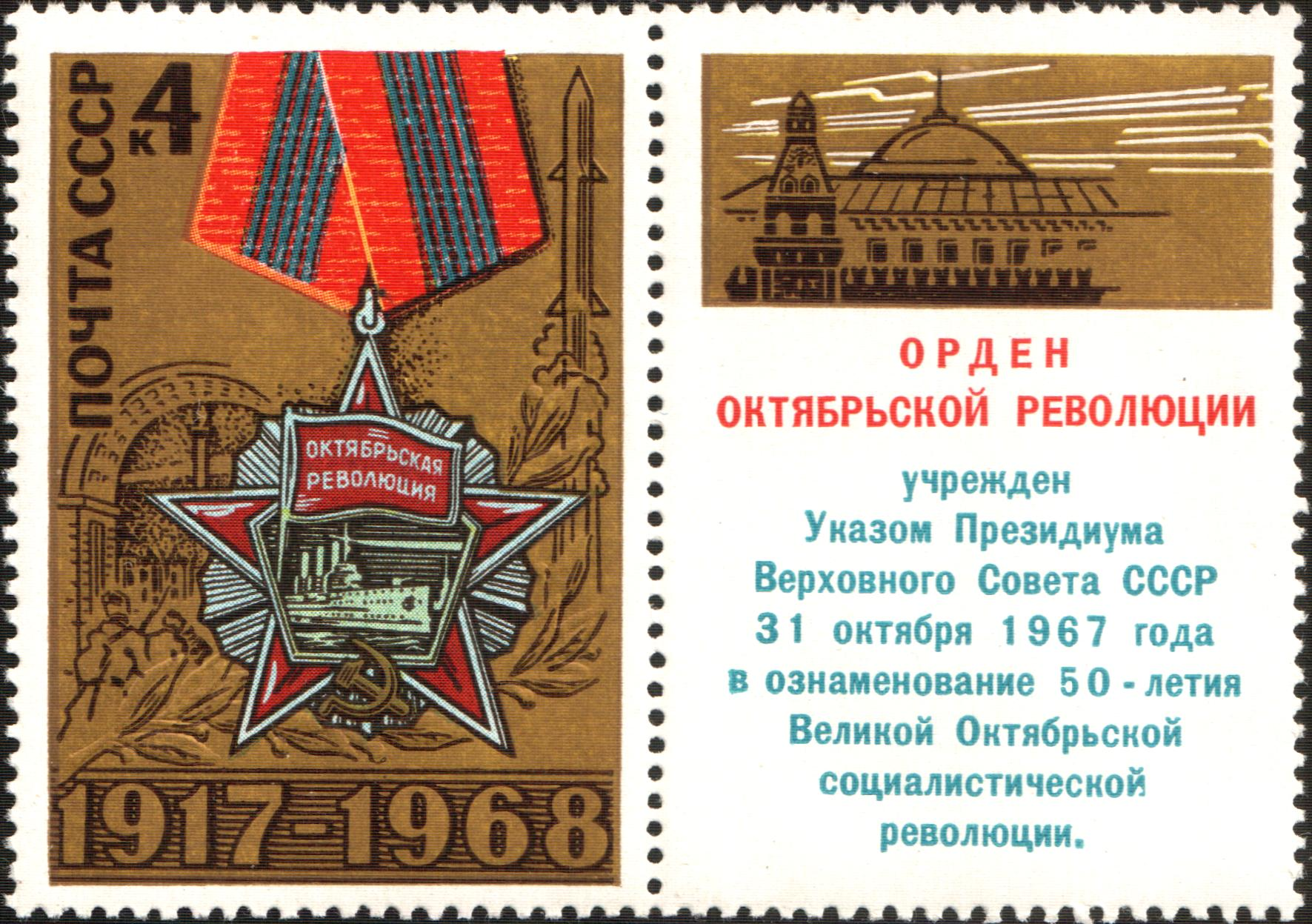
1967 طابع تذكاري لاتحاد الجمهوريات الاشتراكية السوفياتية

تم منح سفينة تدعى الشفق القطبي الوسام ، وهي السفينة الوحيدة التي حصلت على الجائزة على الإطلاق. قامت الوحدات والمؤسسات العسكرية الحاصلة على الجائزة بتطبيق اسم الوسام على ألقابها عند استلامها.

## حالة الوسام
للاحتفال بالذكرى الخمسين لثورة أكتوبر ، تم وضع وسام ثورة أكتوبر. يزين مواطني الاتحاد السوفيتي والشركات والمؤسسات والجمهوريات والمدن والمنظمات والتجمعات العمالية الأخرى. يمكن تعيين الوسام للمواطنين الأجانب.

## مجالات الحصول على الوسام
- نشاط ثوري نشط ، واستثمار كبير في تطوير وتقوية القوة السوفيتية.
- لمزايا بناء الاشتراكية والشيوعية.
- للاستثمار في مجال تنمية الاقتصاد الوطني والعلم والثقافة.
- للشجاعة التي ظهرت في المعارك ضد أعداء الدولة السوفيتية.
- للمساعدة في تعزيز القوة الدفاعية للاتحاد السوفياتي.
- للاستثمار في خصوبة الدولة والنشاط العام.
- للنشاط النشط الذي يفيد تطوير وتعميق الروابط القوية بين شعوب الاتحاد السوفياتي والدول الأخرى وكذلك توطيد السلام بين الشعوب.
- يُلبس وسام ثورة أكتوبر على الصدر ، على اليسار ويوضع بعد وسام لينين. بعد وفاة المزين ، بقي ترتيب ثورة أكتوبر في العائلة.

## روابط خارجية
- وسام ثورة أكتوبر بدليل أوامر وميداليات وعلامات اتحاد الجمهوريات الاشتراكية السوفياتية . باللغة الروسية
- وسام ثورة أكتوبر ، الصفحة المرجعية